# 青森県立八戸高等支援学校
青森県立八戸高等支援学校（あおもりけんりつ はちのへこうとうしえんがっこう）は、青森県八戸市に所在する高等部単独の特別支援学校。普通科と産業科を併設している。2017年4月に開校した。

## 概要
普通科には生活コース、社会コース、職業コースが設置されている。産業科では、1年次に工業、流通・サービス、家政の各分野を履修し、2年次には環境サービスコース、オフィスサービスコース、フードサービスコースのいずれかを選択して専門的な学習を行う。昼食には給食が提供されている。本校には寄宿舎は設置されていない。
入学者選抜は、普通科においては調査書と本人および保護者との面接によって行われる。産業科においては、調査書と本人および保護者との面接に加え、国語と数学の学力検査、集団行動や作業能力などを評価する検査が実施される。

## 生徒数
| 学年  | 合計 | 普通科 | 産業科 |
| ----- | ---- | ------ | ------ |
| 1学年 | 60   | 44     | 16     |
| 2学年 | 58   | 41     | 17     |
| 3学年 | 60   | 42     | 18     |
| 合計  | 178  | 127    | 51     |

## 部活動
- 卓球部
- バスケットボール部
- 陸上競技部
- ボッチャ・フライングディスク部
- サッカー・フットソフトボール部
- バレーボール部[3]

## 所在地
〒031-0841　青森県八戸市大字鮫町小舟渡平9-291